# Джейсон Ріттер
Дже́йсон Мо́рган Рі́ттер (англ. Jason Morgan Ritter; 17 лютого 1980, Лос-Анджелес) — американський актор, номінант на премію «Еммі».

## Життєпис
Народився 17 лютого 1980 року в Лос-Анджелесі, Каліфорнія, США у акторській родині. Його батько — Джон Ріттер, був зіркою ситуаційних комедій, мати — Ненсі Морган, також акторка. Не зважаючи на це, батьки мріяли, щоб син здобув освіту у коледжі, а не вибрав акторське майбутнє.
Джейсон Ріттер ще у дитинстві зрозумів, що хоче стати актором, і тому вже у 10 років він отримав маленьку роль в серіалі, де його батько грав одну з головних ролей.
Не зважаючи на підтримку з боку батьків, Джейсонові було непросто зарекомендувати себе як талановитого актора. Батькова слава заважала йому, адже більшість сприймала його як сина знаменитості, а не як самостійного актора.
Після закінчення школи Джейсон Ріттер перебирається з Лос-Анджелеса до Нью-Йорка. Там він вчитися в одній з найкращих шкіл мистецтв Tisch School of the Arts, бере уроки акторської майстерності. Після цього він виїжджає до Лондона, де проводить 4 плідних місяця за навчанням у Академії Драматичного мистецтва. Тут на туманному альбіоні його вже не сприймають, як сина знаменитого актора, і це дає йому можливість розкритись.
Після повернення до Америки Джейсон Ріттер дебютував у романтичній комедії «Доктор Мамфорд». Пізніше він отримав епізодичну роль у одній з серій «Закон і порядок». У 2002 він отримав роль другого плану у фільмі «Фанатка», а також роль у серіалі «Закон і порядок: Спеціальний корпус» (одна серія).
Його першою значною роллю стала робота у серіалі «Джоан з Аркадії». Він грав роль колишнього атлета Кевіна Джирарді, якому доводилось пристосовуватися до нового життя у інвалідному кріслі.
У 2003 році він знову потрапив на великий екран завдяки ролі у фільмі жахів «Фредді проти Джейсона». Одночасно з виходом картини у прокат, в родині Ріттерів трапляється нещастя — від вади серця помирає батько.
Після смерті батька, Джейсон Ріттер довго опам'ятовується і розуміє, що зобов'язаний продовжувати кар'єру актора, яка була справою життя його батька, і повинен робити це добре.
Наступного року актор отримав звання вихідної зірки року за версією Video Software Dealers Association (2004). Це звання прийшло до нього після роботи у фільмі «Піднеси свій голос».
Джейсонові Ріттеру довелося проявити себе і як театрального актора у постановці «Початок серпня» і на прем'єрі п'єси «На відстані від неї» у лондонському театрі. За роботу у постановці Венді Вассерштейн «Третій» Джейсон отримав 2 нагороди: нагороду Кларенса Дервента та нагороду Мартіна І. Сіґала.
З 2005 року він встиг знятися у фільмі «Правила сексу 2: Гепіенд», відомому серіалі «Клас», кінокартинах «Плетена людина», «Буш», «Ранок» (2010), «Красунчик», «Пітер та Венді».
У 2010 році Ріттер отримав головну роль у серіалі «Подія», де він грає Шона Уокера, який втратив свою наречену, і намагаючись знайти її, потрапляє у загадкову і містичну інтригу верхівок політичної влади.
Наразі актор виконує одну з головних ролей у серіалі «Батьки» та займається озвучкою мультсеріалу «Таємниці Ґравіті Фолз».

## Фільмографія
| Рік  |    | Українська назва         | Оригінальна назва                | Роль                                             |
| ---- | -- | ------------------------ | -------------------------------- | ------------------------------------------------ |
| 2018 | ф  | Розповідь                | The Tale                         | Білл, тренер Дженніфер з бігу, коханий місіс Джі |
| 2016 | мс | Вондер Тут і Там         | Wander Over Yonder               | Шкіпер (озвучення)                               |
| 2015 | ф  | Іскри                    | Embers                           | хлопець                                          |
| 2009 | ф  | Найкращі роки рок-н-ролу | The Perfect Age of Rock 'n' Roll |                                                  |
| 2006 | ф  | Плетена людина           | The Wicker Man                   | хлопець у барі                                   |
| 2023 | с  | Покоління V              | Gen V                            |                                                  |